# Ariadna insidiatrix
Ariadna insidiatrix är en spindelart som beskrevs av Jean Victor Audouin 1826. Ariadna insidiatrix ingår i släktet Ariadna och familjen sexögonspindlar. Inga underarter finns listade i Catalogue of Life.